# Megan Gilkes

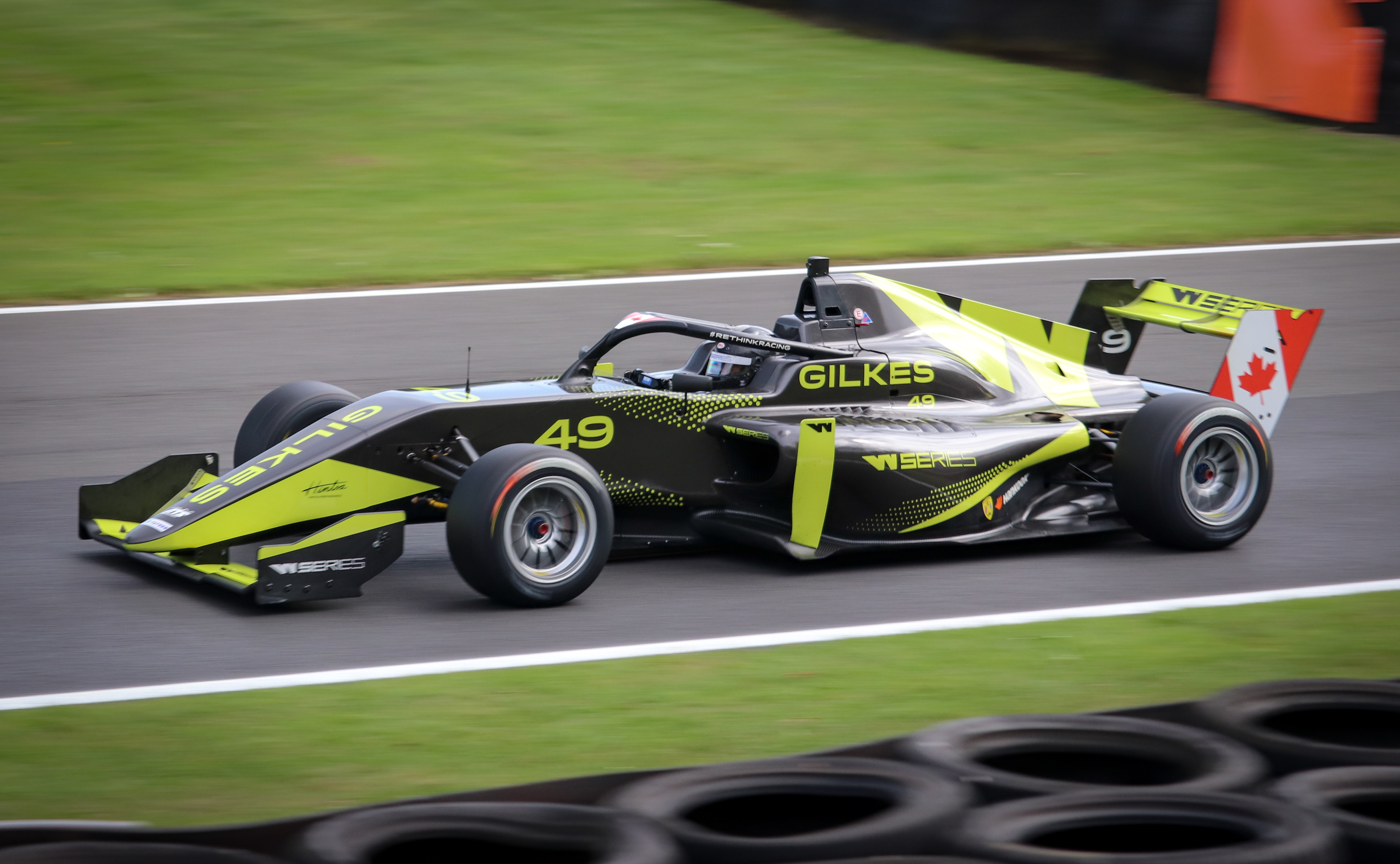
Megan Gilkes 2019 in der W Series

Megan Gilkes (* 6. November 2000 in Richmond Hill) ist eine kanadische Ingenieurin und ehemalige Automobilrennfahrerin.

## Karriere
Megan Gilkes fing im Alter von neun Jahren mit dem Kartsport an.
2017 stieg sie in den Formelsport ein und fuhr zwei Jahre in der Kanadischen Formel F1200. Dort wurde sie 2017 Dritte in der Gesamtwertung und 2018 gewann sie den Vize-Meistertitel. Parallel dazu startete sie in einzelnen Formel-V-Rennen der Formel V der SCCA-National-Meisterschaft, der SCCA Hauptmeisterschaft Nationweit und im brasilianischen Campeonato Paulista.
2018 und 2019 ging sie an jeweils zwei Rennen zur nordamerikanischen F2000-Meisterschaft an den Start. Im ersten Jahr wurde sie 25. und ein Jahr später 23. im Gesamtklassement.
2019 fuhr sie in der W Series und belegte am Ende den 19. Platz in der Gesamtwertung. In den USA startete sie in vier Rennen der Amerikanischen F3 Meisterschaft und erzielte den 17. Gesamtplatz. Parallel trat sie 2020 in einigen Simracing-Rennserien an. In der Serie 2 der FRP iRacing Challenge erzielte sie den zehnten Platz.
In der Saison 2020 ging Gilkes in einigen Formel-Ford-Rennen in Großbritannien an den Start. 2021 startete sie in der Formel Ford Meisterschaft des British Racing and Sports Car Club (BRSCC), 2022 in der britischen GB4 Championship und 2023 in der F1 Academy.
Parallel zu ihrer Rennkarriere studierte Gilkes am Imperial College London den Studiengang Luft- und Raumfahrttechnik. Im August 2022 trat sie eine einjährige Praktikumsstelle als Support-Ingenieurin beim Aston Martin F1 Team an. Im Oktober 2023 gab Gilkes bekannt, eine Vollzeitstelle als Performance-Ingenieurin bei dem Team erhalten zu haben und daher ihre professionelle Rennfahrerkarriere zu beenden.

## Statistik

### Einzelergebnisse in der W Series
| Jahr | 1   | 2   | 3   | 4   | 5   | 6   | Punkte | Rang |
| ---- | --- | --- | --- | --- | --- | --- | ------ | ---- |
| 2019 | HOC | ZOL | MIS | NOR | ASS | BRA | 0      | 19.  |
| 2019 | DNF | 14  | 17  |     | 14  | 18  | 0      | 19.  |